# Kanton Colombes-Nord-Est
Kanton Colombes-Nord-Est is een voormalig kanton van het Franse departement Hauts-de-Seine. Kanton Colombes-Nord-Est maakte deel uit van het arrondissement Nanterre en telde 24.425 inwoners (1999).
Het werd opgeheven bij decreet van 24 februari 2014, met uitwerking in maart 2015.

## Gemeenten
Het kanton Colombes-Nord-Est omvatte enkel een deel van de gemeente Colombes.